# Charles Bézert
Charles Henry Bézert dit Charles Bézert né à Saint-Didier le 2 mars 1836 et mort le 22 février 1907 à Avignon est un sculpteur ornemaniste français.

## Biographie
Charles Henry Bézert est né à Saint-Didier le 2 mars 1836,. Élève de Reyne, il embrasse une carrière de sculpteur ébéniste à Avignon, rue Saint-Dominique,. Il sculpte divers sujets religieux comme une Vierge mère, une Sainte Famille ou encore une Vierge immaculée,,. Il est l'auteur du décor de la chapelle de Sainte-Philomène dans la basilique Saint-Pierre d'Avignon. Il meurt le 22 février 1907 à Avignon.